# Trixa empiformis
Trixa empiformis är en tvåvingeart som först beskrevs av Louis-Paul Mesnil 1976.  Trixa empiformis ingår i släktet Trixa och familjen parasitflugor.
Artens utbredningsområde är Madagaskar. Inga underarter finns listade i Catalogue of Life.